# 村上紀夫
村上 紀夫（むらかみ のりお、1970年 - ）は、日本の日本史学者、奈良大学教授。

## 経歴
愛媛県生まれ。立命館大学文学部史学科卒、大谷大学大学院文学研究科博士後期課程中退。2013年「近世勧進の研究 京都の民間宗教者」で奈良大学・文学博士。大阪人権博物館研究員をへて、2014年奈良大学文学部准教授、教授。

## 著書
- 『近世勧進の研究 京都の民間宗教者』（法藏館、2011年）
- 『まちかどの芸能史』（解放出版社、2013年）
- 『京都地蔵盆の歴史』（法藏館, 2017年）

→『増訂　京都地蔵盆の歴史』（法藏館文庫、2025年）
- 『近世京都寺社の文化史』（法藏館、2019年）
- 『歴史学で卒業論文を書くために』（創元社、2019年）

## 論文
- <村上紀夫